# Escudo de La Rioja (España)
El escudo de La Rioja es uno de los símbolos de la comunidad autónoma de La Rioja (España). Es considerado, junto a la bandera y al himno, un «signo de la identidad riojana». Fue adoptado por la comunidad en 1982[cita requerida], aunque ya había sido usado oficialmente por la provincia desde 1957.[cita requerida]

## Historia y significado

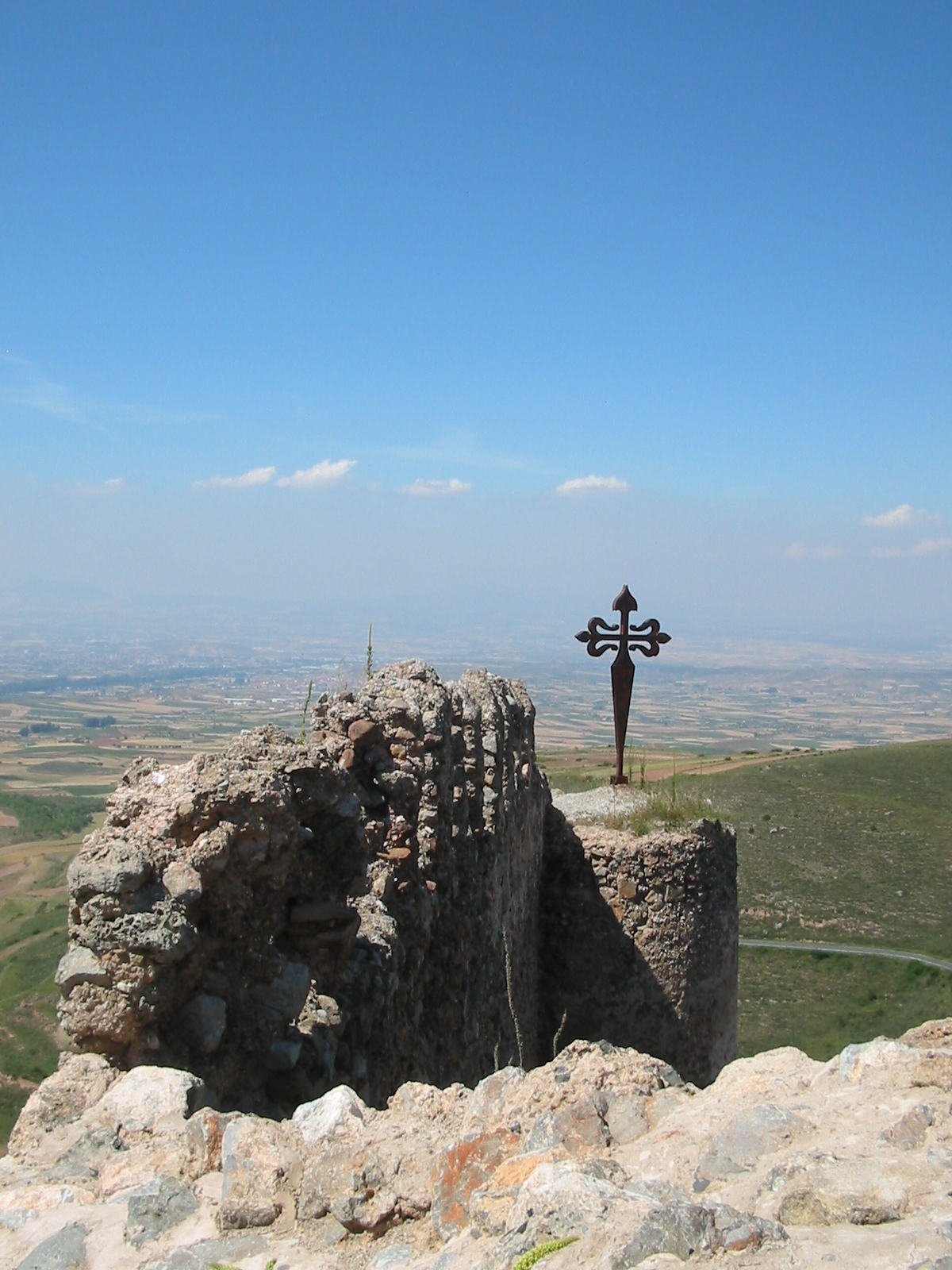
Cruz de Santiago en el castillo de Clavijo

El primer escudo para la Diputación Provincial de Logroño fue aprobado el 5 de abril de 1957 por decreto del Ministerio de la Gobernación, para ser utilizado por la entonces provincia de Logroño, y publicado el 16 de abril del mismo año. Previo a la adopción de este diseño, la corporación provincial usaba el escudo privativo de la ciudad de Logroño ya que la provincia carecía de un escudo propio, tal como sucedía con otras diputaciones provinciales (así se muestra en numerosos documentos y representaciones dentro y fuera de La Rioja). Durante esa década se estaban adoptando otros escudos provinciales que siguieron un patrón similar, el de aunar los de las capitales de partidos judiciales de la provincia con el de la capital provincial en el centro. Muchos heraldistas coinciden que este esquema complica mucho el diseño, entre los que se encontraba el cronista oficial de La Rioja, José María Lope Toledo. Él fue el encargado de redactar un estudio y proponer un escudo provincial para la Diputación. La memoria del cronista siguió los preceptos legales aprobándose por la Academia de Historia y autorizada su adopción por el Ministerio de la Gobernación. 
La propuesta de Lope Toledo era la de un escudo poco intrincado: cortado en dos campos junto a una bordura y coronado por una corona real cerrada. En su parte izquierda, la cruz de Santiago de gules sobre el monte Laturce acompañada de dos conchas de peregrino. Justifica estos elementos en alusión a la batalla de Clavijo, elemento destacado de la historiografía tradicional (así como católica y militar), al ser Santiago una figura destacada en la tradición católica y militar española; mientras que las conchas de peregrino aluden al Camino de Santiago, ruta que recorre de este a oeste la geografía riojana. Los colores son heráldicamente correctos, y las conchas están silueteadas de gules para evitar la plata sobre el campo de oro y cumplir así con la regla de los esmaltes. Su duplicación puede deberse a las reglas heráldicas de simetría y plenitud en el campo. 

Versión del primer escudo aprobado en 1957; obsérvese el río de plata en el cuartel siniestro

En su parte derecha, el castillo y el puente tienen una función integradora, ya que todos los partidos judiciales de la comunidad (a excepción de Calahorra, en el cual aparece coronando el escudo) tienen uno de los dos elementos en su escudo. La presencia del castillo es común en los escudos de localidades que formaron parte de la Corona de Castilla. Bajo este, discurre el río Ebro, que fertiliza las tierras de La Rioja. En su composición original, el río es simplemente de plata, sin alternarse sus ondas con ondas de azur como es tradicional en la armería hispana. 
Las flores de lis son distinciones otorgadas a la capital de la comunidad, Logroño, por Carlos V. El elemento de la bordura es muy común en las armas otorgadas por este rey y figura aún hoy en numerosos ejemplos de ciudades hispanoamericanas. 
La corona real cerrada se debe como reconocimiento a que las diputaciones provinciales fueron creadas por la reina Isabel II y por lo tanto siguen el diseño (borbónica, cerrada) de su época. 
Posteriormente este mismo escudo con ajustes mínimos fue adoptado por la comunidad autónoma de La Rioja en 1982.[cita requerida]

## Descripción heráldica
Una definición no oficial, pero más acorde con la heráldica clásica sería:
"Escudo partido; primero, de oro, una cruz de Santiago acompañada en lo bajo, de dos veneras de plata, fileteadas de gules, y en punta, un monte de sinople; y segundo, de gules, sobre ondas de agua de azur y plata, un puente de oro de tres ojos, mazonado de sable y sumado de un castillo también de oro, almenado, mazonado de sable y aclarado de gules. Bordura general de azur con tres lises de oro, dos en los cantones del jefe y una en punta."
En cuanto a la forma del escudo, si bien no tiene relevancia heráldica, suele mostrarse principalmente cuadrilongo terminado en punta (también llamado francés), aunque también existen versiones de medio punto (o llamado ibérico).  
Ningún blasonado describe la forma o número de los arcos del puente ni concreta que éste debe ser apuntado, aunque por corrección heráldica los arcos deberían ser completamente visibles (en casi todos los ejemplares se muestran tres arcos, si bien no siempre son todos visibles). Tampoco se especifica oficialmente el esmalte de las aperturas del castillo; por tradición heráldica si no se definen se pintan de azur cuando es de oro (y de gules cuando es de plata); en caso de ser del color del campo del cuartel, debería especificarse como «castillo abierto».  

## Legislación
Según el artículo tercero del Estatuto de Autonomía de La Rioja, Ley Orgánica 3/1982:
"La Comunidad Autónoma de La Rioja posee himno y escudo propio que sólo podrá modificarse por Ley del Parlamento de La Rioja aprobada por mayoría de dos tercios de sus miembros"
Según los artículos sexto y séptimo de la Ley 4/1985, de 31 de mayo (BOLR n.º 64, de 4 de junio):
"El escudo de La Rioja es, estructuralmente, un escudo partido, timbrado con la corona real cerrada. En la partición izquierda, de oro el campo, la Cruz roja de Santiago alzada sobre el Monte Laturce y flanqueada por dos conchas de peregrino, esmaltadas en plata y silueteadas en gules. En la partición derecha, sobre campo de gules, un castillo de oro de tres torres almenadas cabalgando sobre un puente mazonado de sable, bajo el cual discurre un río en plata. En la bordura lucen tres flores de lis."
"El escudo de La Rioja podrá figurar en el centro de la bandera."
El escudo deberá figurar:
- En la sede del Gobierno y del Parlamento de La Rioja.
- En los títulos, condecoraciones y distinciones de la comunidad autónoma de La Rioja.
- En los distintivos usados por autoridades de la Comunidad y Diputados regionales.

Existe también una versión simplificada del escudo, de carácter más simbólico y apto para reproducciones de trazos esquemáticos y a color, según se estableció en el Manual de Identidad Corporativa, -Decreto 20/2003, de 30 de mayo, por el que se regula la Identidad Gráfica Institucional de la comunidad autónoma de La Rioja y de su Presidente (BOR n.º 70 del 5 de junio de 2003).

## Otras versiones

Escudo de La Rioja simplificado y logotipado utilizado por la administración autonómica